# Alfred Sherman
Sir Alfred Sherman (* 10. November 1919 in London; † 26. August 2006 ebenda) war ein britischer Journalist und Politikwissenschaftler, der 1974 zusammen mit Keith Joseph und Margaret Thatcher die Denkfabrik Centre for Policy Studies (CPS) gründete und zwischen 1974 und 1984 dessen Direktor war. Durch seine Arbeiten zum Wirtschaftsliberalismus wurde er damit zu einem Vordenker des von Premierministerin Margaret Thatcher begründeten Thatcherismus.

## Leben

### Studium, Spanischer Bürgerkrieg und Zweiter Weltkrieg
Sherman, Sohn jüdischer Einwanderer aus Russland, wuchs im Londoner East End auf. Nach dem Besuch des von der Worshipful Company of Grocers betriebenen Hackney Downs Boys’ School begann er ein Chemiestudium am Chelsea Polytechnic. Seine Herkunft führte dazu, dass er der Kommunistischen Partei Großbritanniens als Mitglied beitrat. 1937 wurde er exmatrikuliert, nachdem er im Spanischen Bürgerkrieg auf Seiten der Republikaner gekämpft hatte und in Gefangenschaft des mit Francisco Franco alliierten Italien geriet.
1938 kehrte er nach Großbritannien zurück und nahm während des Zweiten Weltkrieges als Angehöriger der British Army an Kampfeinsätzen im Mittleren Osten teil. Aufgrund seiner Sprachkenntnisse fand er Verwendung in der Verwaltung der befreiten und zuvor feindlich besetzten Gebiete. Er half beim Aufbau der Polizei in Libyen und verbesserte dort seine Kenntnisse der arabischen Sprache.

### Nachkriegszeit, Journalist und Kommunalpolitiker
Nach Kriegsende begann Sherman ein Studium an der London School of Economics (LSE). 1948 wurde er als Abweichler aus der Kommunistischen Partei ausgeschlossen, nachdem er sich geweigert hatte, seine Ansicht über den Kurs von Josip Broz Tito in der Sozialistischen Föderativen Republik Jugoslawien zu ändern. Nach Abschluss seines Studiums an der LSE 1950 war er für kurze Zeit als Lehrer tätig, ehe er als Journalist für die Wochenzeitung The Observer als Korrespondent nach Israel entsandt wurde. Dort arbeitete er auch für die Tageszeitungen The Jerusalem Post sowie Haaretz und begann seine Tätigkeit als Berater für Fragen der freien Marktwirtschaft als Ratgeber der Allgemeinen Zionisten.
Nach seiner Rückkehr nach Großbritannien verfasste Sherman Anfang der 1960er Jahre Leitartikel für den Jewish Chronicle, ehe er 1965 als erster lokalpolitischer Korrespondent eine Tätigkeit für die Tageszeitung The Daily Telegraph begann. Durch seine journalistischen Arbeiten kam er in Kontakt zu Keith Joseph, der die Conservative Party als Abgeordneter im House of Commons vertrat, und den er bei seinen frühen Kampagnen für den Wirtschaftsliberalismus als Kritiker sowie Ende der 1960er Jahre als Redenschreiber unterstützte. Joseph übernahm in der Regierung von Premierminister Edward Heath zwischen Juni 1970 und März 1974 das Amt des Sozialministers (Secretary of State for Social Services), blieb aber eng dem Wirtschaftsliberalismus verbunden. Dabei spielte Sherman eine maßgebliche Rolle in dessen Beratung insbesondere bei den Gesprächen zum Ende der Amtszeit von Heath im Februar und März 1974. Dabei überzeugte er Joseph, eine Denkfabrik zu gründen.
Neben seiner journalistischen Tätigkeit war er von 1971 bis 1978 Mitglied des Rates des Royal Borough of Kensington and Chelsea.

### Gründer und Direktor des Centre for Policy Studies

#### Gründung des CPS 1974 und Unterstützung von Keith Joseph
1974 war Sherman zusammen mit Keith Joseph und Margaret Thatcher Mitgründer der Denkfabrik Centre for Policy Studies (CPS) und blieb bis 1984 dessen Direktor.
Nach der Gründung des CPS war er der Hauptschreiber einer Reihe von Reden, in denen er sich mit wirtschaftsliberalen Themen befasste. Er spielte als solcher eine Schlüsselrolle bei der Wiedereinbringung des Wirtschaftsliberalismus ins Zentrum politischer Debatten und trug dazu bei, Keith Joseph zu einem möglichen Kandidaten für den Vorsitz der Conservative Party aufzubauen. Am 5. September 1974 hielt Joseph in Preston die von Sherman verfasste Schlüsselrede mit dem Titel Inflation is Caused by Governments (‚Inflation wird von Regierungen verursacht‘). Diese Rede erhielt große Aufmerksamkeit in der Presse und wurde zwischen zwei Seiten in The Sun sowie vollständig in The Times abgedruckt. The Times überschrieb die Rede mit The Sharp Shock of Truth (‚Der scharfe Schock der Wahrheit‘) und stellte heraus, dass der wesentliche Inhalt der Argumente zweifellos richtig sei, und erkannte die ertragreiche Natur der Rede an.
Nachdem Joseph seine Chancen jedoch durch eine unglückliche Ergänzung zu einer von Sherman verfassten Rede am 19. Oktober 1974 in Edgbaston zunichtemachte, fand er in Margaret Thatcher eine geeignete Schülerin und trug somit zur erfolgreichen Wahl Thatchers zur Parteivorsitzenden der Conservative Party 1975 bei.

#### Wahlsieg der Conservative Party 1979
Er schrieb sowohl für Thatcher als auch Joseph Reden bis zum Wahlsieg der konservativen Tories bei den Unterhauswahlen am 3. Mai 1979. Zugleich verfasste er von 1977 bis 1986 Leitartikel für The Daily Telegraph zu kommunalpolitischen Themen.
Shermans absolutistisches Temperament machten ihm jedoch nicht zu einem angesehenen Berater der Regierung, wenngleich ein einziger Eintrag in Thatchers 1993 erschienenen Memoiren The Downing Street Years seinen Einfluss unterschätzen lassen. Tatsächlich führte die Rückkehr des Wirtschaftswissenschaftlers Alan Waters aus den USA im Januar 1981 dazu, dass Thatcher als Premierministerin einen unabhängigen Wirtschaftsberater suchte. Grund dafür war auch die Kritik Shermans, die dieser nicht nur privat gegenüber der Premierministerin äußerte, sondern auch in öffentlich wie zum Beispiel in dem in The Observer erschienenen Artikel Stop-Go Monetarism. Darin führte er aus, dass die Regierungspolitik ohne Reform des öffentlichen Sektors nichts weiter als eine Aufwärmen alter Programme sei.
Andererseits war Shermans Vorschlag im November 1981 von Bedeutung, dass das CPS eine unabhängige Studie über den hohen Stand des Pfund Sterling zu Lasten der britischen Industrie in Auftrag gab, infolgedessen der Schweizer Monetarist Jürg Niehans nach Großbritannien eingeladen wurde. Seine Schlussfolgerung, dass die Geldpolitik zu eng war, erschien wie eine starke Kritik an der Regierung. Der Bericht spielte eine bestimmende Rolle beim Haushalt 1981 und schuf dadurch die wirtschaftlichen und politischen Grundlagen für den Erfolg der Regierungszeit Thatchers.
Schließlich führte jedoch die im Oktober 1983 ergangene Entscheidung des 1979 ernannten Vorsitzenden des CPS, Hugh Thomas, dass sich das CPS der Regierung unterordnen sollte, zum Einflussverlust Shermans. Sherman sah das CPS als eine politische Organisation, die vom Institute of Economic Affairs formulierten Ideen eine politische Kraft zu geben und in richtige regierungspolitische Ziele umzusetzen. Durch die Entscheidung von Thomas wurde diese Rolle somit beendet, wogegen Sherman ohne Erfolg protestierte.

### Lehrtätigkeit an der LSE, Knight Bachelor und Einflussverlust Shermans
Im Anschluss an die Entscheidung von Thomas übernahm Sherman 1983 eine Tätigkeit als Gastwissenschaftler (Visiting Fellow) an der London School of Economics und war dort bis 1985 tätig. Zugleich wurde er 1983 zum Knight Bachelor geschlagen und führte seither den Namenszusatz „Sir“.
1984 musste er auch sein Amt als Studiendirektor des Centre for Policy Studies abgeben und verlor schließlich 1986 auch seine Tätigkeit als Leitartikler bei The Daily Telegraph unmittelbar nachdem Max Hastings Herausgeber dieser Tageszeitung wurde. In der Folgezeit hatte er zunehmend weniger Einfluss auf die Premierministerin und deren Minister, insbesondere nachdem er 1987 vergeblich versuchte, die Parteiführung der Conservative Party um Norman Tebbit davon zu überzeugen, den Vorsitzenden der französischen rechtspopulistischen Front National Jean-Marie Le Pen zu einer Rede auf einer Parteikonferenz einzuladen. Die konservative Presse griff Sherman daraufhin an wie zum Beispiel die Sonntagszeitung The Sunday Telegraph, die ihn als „egomanisch, gehässig, zwanghaft, für Wutanfälle anfälligen und sich wie ein Dreijähriger verhaltend“ (‚ego-maniacal, spiteful, obsessive, prone to temper tantrums which would disgrace a three-year-old‘) bezeichnete.
Später sprach er sich zwischen 1993 und 1994 für die Politik des bosnischen Serbenführers und Präsidenten der Republika Srpska Radovan Karadžić aus, was dazu führte, dass sein Ratschlag wegen seines Extremismus kaum noch gesucht wurde. 1995 wurde er Vorsitzender der in Arizona ansässigen Lord Byron-Stiftung für Balkanstudien.
Sherman war zweimal verheiratet. Aus seiner 1958 geschlossenen ersten Ehe mit Zahava Levin ging ein Sohn hervor. Nach deren Tod 1993 heiratete er 2001 in zweiter Ehe Angela Martin.

## Veröffentlichungen
- Capitalism and Liberty, 1989
- Paradoxes of Power: reflections on the Thatcher interlude, Memoiren, herausgegeben von Mark Garnett, Exeter 2005